# Symmetric in Design
Symmetric in Design är det svenska melodisk death metal-bandet Scar Symmetrys debutalbum, utgivet i februari 2005 på Metal Blade Records i Europa  och i USA på Nuclear Blast America.

## Låtlista
1. "Chaosweaver" – 3:40
2. "2012 - The Demise of the 5th Sun" – 3:51
3. "Dominion" – 3:26
4. "Underneath the Surface" – 3:50
5. "Reborn" – 3:58
6. "Veil of Illusions" – 5:06
7. "Obscure Alliance" – 3:42
8. "Hybrid Cult" – 5:00
9. "Orchestrate the Infinite" – 4:07
10. "Detach from the Outcome" – 3:25
11. "Seeds of Rebellion" – 3:12
12. "The Eleventh Sphere" – 5:20

## Medverkande
Musiker
- Christian Älvestam – sång
- Per Nilsson – gitarr, keyboard
- Jonas Kjellgren – gitarr, keyboard
- Kenneth Seil – basgitarr
- Henrik Ohlsson – trummor

Produktion
- Scar Symmetry – producent
- Jonas Kjellgren – inspelningstekniker, mixning
- Thomas "Plec" Johansson – mastering
- Pär Johansson – albumkonst, layout, logotyp
- John Allan – foto